# Kronenburg park (Ga die wereld uit)
„Kronenburg park (Ga die wereld uit)” – singel holenderskiego zespołu Frank Boeijen Groep wydany w 1985 roku. Wydany na albumie Frank Boeijen Groep Foto van een mooie dag.

## Lista utworów
- Płyta gramofonowa (1985)[1]

1. „Kronenburg park (Ga die wereld uit)” – 4:01
2. „De waarheid” – 2:22

## Notowania na listach przebojów
| Kraj              | Lista (1985)        | Najwyższa pozycja |
| ----------------- | ------------------- | ----------------- |
| Holandia          | Single Top 50       | 6                 |
| Belgia (Flandria) | Ultratop 40 Singles | 39                |